# Valeri Karasiov
Valeri Karasiov (Moscú, Rusia, 23 de septiembre de 1946) es un gimnasta artístico ruso subcampeón olímpico en 1968 en el concurso por equipos.

## Carrera deportiva
En el Mundial de Dortmund 1966 gana la plata en equipos, tras Japón y por delante de Alemania del Este, siendo sus compañeros de equipo: Mijaíl Voronin, Serguéi Diomídov, Valeri Kerdemelidi, Yuri Titov y Borís Shajlín.
En los JJ. OO. de México 1968 gana la plata por equipos, de nuevo tras Japón y por delante de Alemania del Este, siendo sus compañeros en esta ocasión: Serguéi Diomídov, Valeri Ilinyj, Víktor Klimenko, Víktor Lisitski y Mijaíl Voronin.
Por último en el Mundial de Liubliana 1970 gana la plata en el concurso por equipos, siendo sus compañeros: Mijaíl Voronin, Víktor Klimenko, Víktor Lisitski, German Bogdanov y Serguéi Diomídov.